# Daphne Ashbrook
Pour les articles homonymes, voir Ashbrook.
Daphne Ashbrook, née le 30 janvier 1963 à Long Beach aux États-Unis, est une actrice américaine, principalement connue pour ses rôles à la télévision depuis les années 1980.

## Carrière

### En tant qu'actrice
Née dans une famille de comédien, elle fait ses débuts à l'âge de 6 ans. Elle fait une carrière à la télévision américaine et débute dans les années 1980 dans le rôle d'une danseuse dans la série Fame. Elle joue par la suite notamment dans des séries comme Star Trek: Deep Space Nine, Cold Case : Affaires classées, Les Experts, Preuve à l'appui, JAG, NCIS : Enquêtes spéciales, Ghost Whisperer, Arabesque, Amy, Les Visiteurs de l'au-delà et Newport Beach.
Elle est aussi connue pour avoir joué le rôle de Grace Holloway dans le téléfilm Le Seigneur du Temps destiné, en 1996 à relancer la série anglaise Doctor Who aux États-Unis. Elle est connue des fans pour avoir été la première actrice à embrasser à l'écran le personnage du Docteur, incarné par Paul McGann. Assez attachée à la série, elle multiplie les apparitions dans les conventions et revient en 2006 dans des épisodes audiophoniques dérivés de la série, par la compagnie Big Finish. Le personnage de Grace Holloway étant possédé par Universal Pictures, c'est dans un rôle totalement nouveau qu'elle revient.

### Autres travaux
En 2010, elle sort un CD de reprise de Roots et de Jazz, nommé Grace Notes, sur le label Dharmapala Records. Elle écrit aussi une biographie nommée Dead Woman Laughing (en référence à un passage du téléfilm Le Seigneur du Temps où on la voit sourire alors qu'elle est manifestement morte).

### Vie privée
Daphne Ashbrook a grandi à San Diego en Californie. Sa mère, D'Ann Paton, était actrice de théâtre et son père, Buddy Ashbrook est acteur et réalisateur. Un de ses frères, Dana Ashbrook, est acteur et son autre frère, Taylor Ashbrook, est aussi acteur et réalisateur. Le 6 septembre 1988, elle accouche d'une fille, Paton Ashbrook, qu'elle a eue avec l'acteur Lorenzo Lamas.

## Filmographie
- 1984 : K 2000 (Saison 2 - Épisode 13 - Le trésor de Charlie - rôle de Katherine Granger)
- 1994 : Star Trek Deep Space Nine (Saison 2 - Episode 6) : Enseigne Melora Paslar
- 1995: arabesque
- 1996 : Le Seigneur du Temps (Doctor Who) : Grace Holloway
- 2022 : Docteur qui suis-je